# 韦尔 (上维埃纳省)
韦尔（法語：Vayres，法語發音：[vɛʁ]）是法国新阿基坦大区上维埃纳省的一个市镇，属于罗什舒阿尔区。

## 地理
韦尔（45°45'33"N, 0°48'38"E）面积38.13 平方千米，位于法国新阿基坦大区上维埃纳省，该省份为法国中西部省份，北起顺时针与安德尔省、克勒兹省、科雷兹省、多爾多涅省、夏朗德省和维埃纳省接壤。
与韦尔接壤的市镇（或旧市镇、城区）包括：普雷西尼亚克、谢罗纳克、韦尔河畔奥拉杜尔、罗什舒阿尔、圣奥旺、圣巴齐尔、维代。

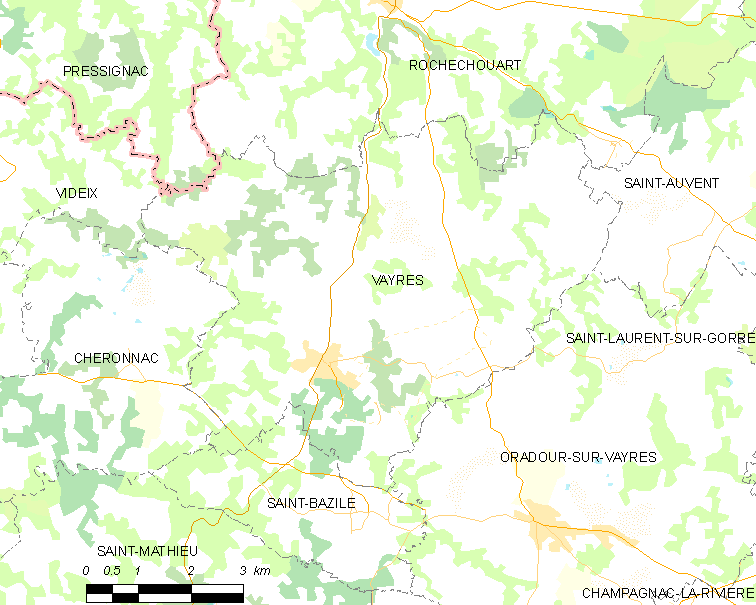
的OSM定位图

韦尔的时区为UTC+01:00、UTC+02:00（夏令时）。

## 行政
韦尔的邮政编码为87600，INSEE市镇编码为87199。

## 政治
韦尔所属的省级选区为罗什舒阿尔县。

## 人口

1962-2008年间人口变化图示

韦尔于2022年1月1日时的人口数量为708人。